# Colin Webster
Pour les articles homonymes, voir Webster.
Colin Webster est un footballeur gallois né le 17 juillet 1932 à Cardiff, et mort le 1er mars 2001 à Swansea. Il évoluait au poste d'attaquant.

## Carrière
- 1950-1952 : Cardiff City  Pays de Galles
- 1952-1958 : Manchester United  Angleterre
- 1958-1963 : Swansea Town  Pays de Galles
- 1963-1964 : Newport County  Pays de Galles

## Palmarès
- 4 sélections et 0 but avec l'équipe du Pays de Galles entre 1957 et 1958.